# Dicheniotes multipunctatus
Dicheniotes multipunctatus är en tvåvingeart som beskrevs av Merz och Dawah 2005. Dicheniotes multipunctatus ingår i släktet Dicheniotes och familjen borrflugor. Inga underarter finns listade i Catalogue of Life.